# Национальный союз (Португалия)
Национальный союз (порт. União Nacional) — португальская политическая организация, выполнявшая функции правящей и единственной партии в период Нового государства. Являлся политическим инструментом диктатуры Антониу Салазара. При правительстве Марселу Каэтану переименован в Национальное народное действие. Рассматривался многими исследователями как фашистская партия. Распущен и запрещён в первый день Революции гвоздик.

## Создание
В мае-июле 1926 года в Португалии произошёл военный переворот, приведший к падению Первой республики. Парламент был распущен, политические партии запрещены. Установилась правая Национальная диктатура военной верхушки во главе с генералом Ошкаром Кармоной. В 1928 году министром финансов был назначен профессор-экономист Коимбрского университета Антониу ди Оливейра Салазар — крайне правый консерватор-антикоммунист, решительный противник либерализма и парламентской системы, сторонник авторитарного корпоративизма.
Политическое влияние Антониу Салазара — компетентного финансового администратора — стремительно возрастало. Фактически он превратился в главу правительства, определявшего политику президента Кармоны. В 1930 году Салазар настоял на создании общенациональной политической организации, подчинённой правительству. 30 июля 1930 премьер-министр Португалии Домингуш Оливейра огласил манифест об учреждении Национального союза (НС, UN). Автором текста являлся Антониу Салазар.

## Идеология и политика
5 июля 1932 года Антониу Салазар занял пост премьер-министра, сосредоточив в своих руках верховную власть в стране. 20 августа 1932 правительственный декрет утвердил Устав НС. Некоторые поправки в этот акт вносились 12 ноября 1932, 30 октября 1934 и 13 июня 1938.
11 апреля 1933 года вступила в силу Конституция корпоративного Нового государства. Основной закон не предусматривал права на объединение в политические партии. Единственной политической организацией Португалии становился НС. Премьер-министр Салазар особо отмечал, что партии Первой республики раскалывали португальское общество, вносили в него раздоры и превращались в клики политической власти, нарушавшие гражданские права и свободы португальцев — тогда как НС объединяет общество, служит общенациональным интересам и защищает гражданскую свободу.
Первоначально кадровый актив партии формировался из активистов националистических организаций, типа Лузитанской милиции, монархистов, доверенных сторонников правительства, генералитета и офицерства, консервативных католиков. Впоследствии в партию стали включаться национал-синдикалисты и республиканцы.
В установочных документах подчёркивалось, что Национальный союз является не политической партией, но «организацией единства всех португальцев». Однако многие исследователи и историки причисляют НС к партиям фашистского типа. Такой подход имеет определённые основания: организация выступала с позиций крайнего национализма, корпоративизма, антикоммунизма и антилиберализма, полностью поддерживала диктаторский режим, колониальную войну и политические репрессии. Но с другой стороны, ключевой признак правящей фашистской партии — тоталитарная идеология, определяющая государственную политику. НС же, несмотря на формальную риторику лузитанского интегрализма, практически не имел собственной идеологии, кроме поддержки правительства, и не контролировал государство — наоборот, являлся инструментом проведения государственной политики. Это коренным образом отличало НС от итальянской фашистской партии и тем более от германской НСДАП.

Салазар выступает против «отождествления партии с государством» и подчинения целям государства всей деятельности граждан, «которые при тоталитарном режиме существуют лишь в подкрепление величия и славы государства». Даже в конституции 1933 г. сказано, что «суверенитет государства ограничен моралью и правом». Таким образом, португальский фашизм отказывается включить в свою идеологию ряд важных принципиальных положений родственного ему по духу итальянского фашизма. Значительные оговорки у Салазара вызвали также расизм и национализм гитлеровцев.— 
Последовательные португальские фашисты — сторонники Франсишку Ролана Прету из Движения национал-синдикалистов — резко критиковали НС за беспринципное подхватывание любых тезисов премьер-министра. Они называли партию «бюро по трудоустройству безнравственных людей, беззастенчиво восхваляющих доктора Салазара».
Наибольшая схожесть «Нового государства» и Национального союза с фашизмом отмечалась в период 1936—1945 годов — от начала гражданской войны в Испании до конца Второй мировой войны. В послевоенный период режим всё более эволюционировал к авторитарному консерватизму, а затем к либерализации. Однако за НС сохранялась политическая монополия.
Официально НС являлся монолитной организацией, ни о какой фракционности не могло быть речи. Но реально в партии отражались объективные внутренние противоречия правящих кругов — между приверженцами жёсткого авторитаризма и сторонниками ограниченной либерализации; между идеологами этатизма, корпоративизма и экономического либерализма; между представителями правящей элиты и популистами из средних слоёв и рядовых низов; между монархистами и республиканцами; между сторонниками внешнеполитической ориентации на Великобританию, Испанию либо Бразилию; наконец, между членами различных бюрократических кланов. Это находило выражение в неформальных партийных группировках.

Ни для кого не было секретом, что внутри салазаровского блока идет постоянная междоусобная война. Упоминания об этом можно было услышать и в более чем официозной обстановке. Так, принимая крупного лиссабонского сановника в своем городе, местный губернатор не нашел ничего лучшего, как приветствовать его от имени всех присутствующих здесь фракций ’’Национального союза".

В конечном счёте политические решения принимались не в Национальном союзе, а в правительстве, при решающем влиянии премьер-министра.
Пятый съезд партии в феврале 1970 года — незадолго до смерти Антониу Салазара — переименовал партию в Национальное народное действие (ННД, ANP). К тому времени диктатор уже почти два года был отстранён по болезни от руководства правительством (ему самому об этом не сообщалось). Новый премьер Марселу Каэтану проводил политику осторожной и выборочной либерализации, с постоянной оглядкой на консервативные салазаристские круги. Этот курс в основном сводился к ослаблению цензуры, разрешению политических дискуссий и некоторым переименованиям — в том числе политической полиции (из PIDE в DGS) и политической организации режима (из НС в ННД).

## Участие в выборах
Важной задачей Национального союза было обеспечение поддержки правительства на парламентских и президентских выборах. Особенно существенно это стало с 1945 года, поскольку в предвыборные периоды правительство несколько смягчало политические порядки и цензуру, допуская дискуссии и определённую критику властей.
Кандидаты Национального союза 11 раз выдвигались на парламентских выборах и 7 раз на президентских. Во всех случаях партия получала все мандаты в парламенте (от 80 % до 100 % голосов). Президентами избирались генерал Ошкар Кармона, генерал Франсишку Кравейру Лопиш, адмирал Америку Томаш. На альтернативной основе проходили парламентские выборы в 1945, 1949, 1953, 1957, 1965, 1969, президентские выборы в 1949 и 1958. В ходе выборов практиковались фальсификации в пользу кандидатов НС, особенно в крупных промышленных центрах, где «рабочая масса настроена против режима».

## Состав и структура
НС принципиально не являлся массовой организацией, численность партии в различные периоды колебалась в пределах 20—40 тысяч членов. Функционеры госаппарата состояли в обязательном порядке. Существовали квоты по соотношению представителей различных политических позиций и социально-профессиональных групп.
По первому критерию в руководящих органах всех уровней преобладали консервативные республиканцы и «независимые». Монархистов и католиков-клерикалов было значительно меньше, национал-синдикалисты встречались ещё реже. Исследователи объясняют это тем, что руководство партии считало носителей идеологий, близких «Новому государству», чрезмерно самостоятельными и сознательно ограничивало их роль.
В социально-профессиональном разрезе в партии преобладали предприниматели, коммерсанты и лица свободных профессий. Чиновников, военных, юристов и профессуры численно было меньше, но они занимали вышестоящее положение.
Среди рядовых членов партии предпочтение отдавалось сельскому населению и жителям небольших городов, которых Салазар считал наиболее благонадёжными. В ННД начала 1970-х в этом плане произошли изменения — увеличилось представительство образованной молодёжи из крупных городов, прежде всего Порту и Лиссабона, привлечённой «либеральными» декларациями Каэтану.
Организационно партия строилась по территориальному принципу. Структуры создавались в административных единицах и возглавлялись местными руководящими комиссиями. Высшими органами являлись Центральная комиссия (Comissão Central, CC — политическое руководство) и Исполнительная комиссия (Comissão Executiva, CE — организационное руководство).
Партия имела молодёжные организации — Португальская молодёжь и Португальская женская молодёжь. С партией были аффилированы проправительственные профсоюзы-синдикаты, промышленные ассоциации-гремиуш, сельские народные дома. Военизированная организация Португальский легион (LP) часто рассматривается как силовое крыло Национального союза, но это не вполне точно — LP являлся государственной структурой в подчинении военного министерства и МВД.
Съезды Национального союза проходили крайне нерегулярно — в 1934, 1944, 1951, 1956, 1970 годах.

## Руководство
Председателем Центральной комиссии на протяжении почти сорока лет (1930—1968) являлся Антониу Салазар. Он был провозглашён пожизненным лидером партии (этот порядок пришлось нарушить из-за болезни Салазара в 1968 году). Все члены ЦК и ИК, как и руководители местных ячеек, назначались председателем партии.
27 сентября 1968 года Антониу Салазара во главе правительства и партии сменил Марселу Каэтану. Он занимал эти посты до падения режима в 1974 году.
Исполнительную комиссию последовательно возглавляли адвокат Албину душ Рейш, юрист и финансист Антониу Карнейру Пашеку, Марселу Каэтану, юрист Улисеш Кортеш, инженер Аугусту Кансела ди Абреу, профессор политэкономии Жуан Пинту да Кошта Лейте, экономист Антониу Жулиу ди Каштру Фернандеш, юрист Энрике Вейга ди Маседу, юрист Жозе Гильерме ди Мелу и Каштру.

## Ликвидация
25 апреля 1974 года Революция гвоздик свергла режим «Нового государства». ННД и связанные с ним организации не оказали никакого сопротивления. В тот же день революционный Совет национального спасения издал декрет о роспуске Национального народного действия.